# Parque Nacional Judbarra
O Parque Nacional Judbarra, antigamente Parque Nacional Gregory, é um parque nacional australiano localizado no Território do Norte. Localiza-se a 359km ao sul da capital do território, Darwin.
O Judbarra é o segundo maior parque nacional do Território do Norte, depois do Parque Nacional Kakadu, e tem uma área de 13.000 km2. Ecologicamente, está na transição entre zonas tropicais e semiáridas.